# Bombay Crushed

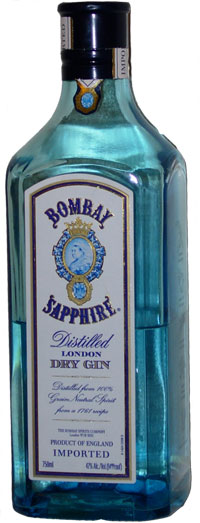
Namensgebende Basis: Bombay Sapphire Gin

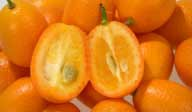
Kumquats

Bombay Crushed ist ein Cocktail aus Gin und Kumquats, dessen Name auf die Gin-Marke Bombay Sapphire zurückgeht. Er ist nicht mit dem klassischen Bombay Cocktail aus Wermut und Weinbrand zu verwechseln. In Zubereitung und Geschmack erinnert Bombay Crushed an den Klassiker Caipirinha, ist jedoch weniger säuerlich.
Bombay Crushed wurde in den 1990er Jahren als Signature Drink für den 1987 eingeführten Bombay Sapphire entwickelt, um als Werbeträger den Absatz der Marke zu fördern. In Deutschland wurde der Cocktail sehr populär, während er in anderen Ländern kaum anzutreffen ist.
Wie bei jedem Cocktail sind verschiedene Mischungsverhältnisse und Zubereitungsarten möglich. Das Standardwerk Cocktailian empfiehlt, 6–8 halbierte Kumquats mit 2–3 BL weißem Rohrzucker im Cocktail-Shaker mit einem Stößel zu zerdrücken, dann 6 cl Gin (z. B. Bombay Sapphire) und optional 3 Dashes (Spritzer) Limettensaft hinzuzufügen, alles kräftig mit Eiswürfeln zu schütteln und schließlich den kompletten Inhalt des Shakers in das Gästeglas umzufüllen. Serviert wird mit einem kurzen Strohhalm. Alternativ lässt sich der Drink auch komplett im Tumbler zubereiten, aus dem er auch getrunken wird, dabei wird mit Crushed Ice aufgefüllt.